# Leon Abbett
Leon Abbett (8. října 1836, Filadelfie, Pensylvánie – 4. prosince 1894, Jersey City, New Jersey) byl americký politik a v obdobích 1884 až 1887 a 1890 až 1893 guvernér New Jersey.

## Životopis
Leon Abbett studoval do roku 1853 na Central High School. Po studiu práv působil od roku 1862 jako advokát v Hobokenu. Stal se členem Demokratické strany. V letech 1864 až 1866 a 1869 až 1870 byl poslancem v New Jersey General Assembly. Roku 1872 a 1876 byl delegátem na Democratic National Convention. V období 1875 až 1877 byl zvolen senátorem. 6. listopadu 1883 porazil protikandidáta E. Burda Grubba a stal se guvernérem.
Úřadu se ujal 15. ledna 1884. Po třech letech ho vystřídal Robert Stockton Green, ale v roce 1889 byl opět zvolen.
Po uplynutí funkčního období se stal soudcem u New Jersey Supreme Court, kde zůstal až do své smrti.